# Galba
Sérvio Sulpício Galba (em latim: Servius Sulpicius Galba; Terracina, 24 de dezembro de 3 a.C. - Roma, 15 de janeiro de 69) foi imperador romano de 8 de junho de 68 até a sua morte. Foi o primeiro dos quatro imperadores do ano de 69, conhecido como ano dos quatro imperadores.
Teve uma brilhante carreira política, atingindo o consulado em 33, sendo posteriormente governador da Germânia e procônsul da África (45-60). Em 60 passou a governar a Tarraconense, onde iniciou a rebelião contra Nero incitado por Caio Júlio Víndice. Proclamado imperador, marchou sobre Roma com o apoio de Otão, obtendo o reconhecimento tanto do senado quanto dos pretorianos.
Contudo, logo perdeu os seus apoios devido à sua política de austeridade. Otão, desiludido por não ter sido nomeado como sucessor, organizou um complô contra o imperador. Após uns escassos sete meses de governo, Galba foi assassinado no Fórum, ficando o Império mergulhado na guerra civil.

## Família
Galba nasceu com o nome de Sérvio Sulpício Galba nas imediações de Terracina. Segundo Suetônio:
| “ | O imperador Sérvio Galba nasceu sob o consulado de M. Valério Messala e de Cn. Lêntulo, o noveno dia das calendas de janeiro, numa quinta situada sobre uma colina perto de Terracina, à esquerda indo para Fondi. | ” |

Galba se dizia bisneto do cônsul Quinto Lutácio Cátulo Capitolino, e, quando se tornou imperador, apresentava uma árvore genealógica em que era descendente de Júpiter, pelo lado paterno, e de Pasifae, esposa de Minos, pelo lado materno. O seu avô paterno, um político modesto a quem Suetônio dedica um trecho da sua obra, predisse a sua ascensão ao poder. O seu pai era o cônsul Sérvio Sulpício Galba, homem de desagradável físico, medíocre oratória e astúcia legislativa. A sua mãe era Múmia Acaica, neta do orador Cátulo e bisneta do militar Lúcio Múmio Acaico. Frutos do primeiro matrimônio do seu pai nasceram Sérvia e Caio, que fugiu para Roma após malgastar a sua fortuna; posteriormente se suicidaria como consequência da negativa do imperador Tibério a assinar-lhe uma das províncias anuais. Após o seu matrimônio com Acaica, o seu pai casou-se com Lívia Ocelina, que o adotou. Em agradecimento, o futuro imperador adotou os seus nomes passando a chamar-se Lúcio Lívio Ocela Sérvio Sulpício Galba (em latim: Lucius Livius Ocella Servius Sulpicius Galba); somente renunciaria aos mesmos após a sua ascensão ao trono.
Apesar de proceder de uma família nobre e de grande fortuna, não era relacionado por adoção ou nascimento com os seis primeiros césares, os membros da dinastia júlio-claudiana, que ainda o levavam como apelido por direito próprio, mais que como título. Quando observaram a sua precocidade, tanto Augusto quanto Tibério auguraram-lhe que encontraria o seu lugar no cume do império.
Suetônio afirma que cultivou a ciência da jurisprudência com considerável assiduidade. Casou com Lépida, com quem teve dois filhos; porém, após a morte de todos eles tornaria-se célibe. Enquanto viveu Lívia, Galba gozou do seu favor. À sua morte, a esposa de Augusto mencionou-o no seu testamento, porém não pôde receber nada como consequência da intervenção de Tibério.

## Personalidade
Suetônio descreve assim a aparência de Galba:
| “ | A sua estatura era mediana; tinha a cabeça calva, olhos azuis, nariz aquilina, e os pés e as mãos tão desfigurados pela gota que não podia suportar calçado nem suster ou desenrolar um volume. Tinha, além disso, no costado direito, uma excrecência tão considerável de carne que apenas uma vendagem podia contê-la . | ” |

E assim a sua personalidade:
| “ | Diz-se que era grande glutão , e no Inverno comia antes do amanhecer. Na ceia serviam-lhe tantos manjares que mandava passar os restos de mão em mão até o extremo da mesa para os distribuir aos que assistiam de pé. A sua paixão impulsionava-o para os varões: mas queria-os vigorosos e maduros. Contava-se que na Espanha, quando Icelo, um dos seus antigos companheiros de orgias, foi-lhe anunciar a morte de Nero, não contente com abraçá-lo indecentemente diante de todos, rogou-lhe que se depilasse de imediato e levou-o consigo. | ” |

## Carreira
Designado para a pretura em 20, ocupou este cargo antes do que indicava a tradição. Após expirar o seu mandato, enviou-o para governar a província da Aquitânia. Foi cônsul romano no ano 33, junto de Lúcio Cornélio; ele foi cônsul sucedendo ao pai de Nero (o seu antecessor no trono), Cneu Domício Enobarbo e precedendo a Lúcio Sálvio Otão, pai do seu sucessor no trono.
Calígula enviou-o para a Germânia a fim de substituir Cneu Cornélio Lêntulo Getúlico, de quem o imperador suspeitava. Galba obteve renome militar neste cargo ao desempenhar uma eficaz política castrense, através da qual impôs uma rigorosa disciplina entre os seus homens. Durante sua regência, rejeitou as invasões bárbaras, que chegaram até a Gália. Calígula ficou tão satisfeito que recompensou consideravelmente as tropas que comandara o futuro imperador.
Ao ter recusado tomar o Império após a morte de Calígula, apesar de que muitos o instaram a fazê-lo, gozou também do favor de Cláudio, que o tinha entre os seus companheiros mais íntimos. Serviu dois anos como procônsul na África. Com uma justa e severa política pacificou um território empobrecido por causa dos contínuos ataques bárbaros e lutas intestinas.
Em reconhecimento pelos serviços na África e na Germânia, foi recompensado com os ornamentos triunfais (ornamenta triunphalia) e com um triplo sacerdócio. Após isso retirou-se até o imperador Nero oferecer-lhe a província da Hispânia Tarraconense (61).
Porém, neste ponto da sua carreira, começou a deixar-se dominar pela indolência e pela apatia. Os historiadores indicam duas opções, quer Galba não desejava chamar a atenção de Nero, quer a sua doença e a sua idade influíram demais. Tácito afirma que todos os seus contemporâneos o contemplavam como um adequado sucessor ao trono até ser proclamado imperador:
| “ | segundo a opinião geral, estava capacitado para governar, contanto que não governasse. | ” |

## Ascensão
Enquanto estava em Clúnia (que receberia o apelativo de Sulpícia em sua honra), na Primavera de 68, recebeu informações que afirmavam que o imperador enviara cartas com ordens de assassiná-lo; isto pode tê-lo levado a unir-se à rebelião de Víndice quando este solicitou a sua ajuda. Antes de cair Víndice, Galba recrutou uma legião de provinciais, a VII Galbiana, que, convertida em Gemina, seria posteriormente a única da Península, com sede na atual cidade de Leão. A ela somava-se a única legião naquele tempo presente na Hispânia, a VI Vitoriosa. Além disso, criou uma espécie de senado com caráter consultivo, bem como um corpo de novos cavaleiros, os evocados (evocati), que deviam emprestar serviços militares.
Galba concedeu à cidade de Clúnia a categoria de colônia romana e o epíteto de Sulpícia, pois fora proclamado imperador nela. Também foi o responsável pela criação da VII Legião Galbiana, que seria durante séculos a única legião romana acantonada na Península Ibérica.
Apesar de todos estes preparativos, quando faleceu Víndice, esteve à beira do suicídio; no entanto, renunciou a isso após a chegada de notícias da capital que informavam da morte de Nero. Após isso acrescentou ao seu nome o título de César e, depois da derrota dos seus possíveis rivais ao trono, o prefeito do pretório Ninfídio Sabino e os legados Fonteio Capitão (Germânia) e Clódio Macer (África).

## Imperador

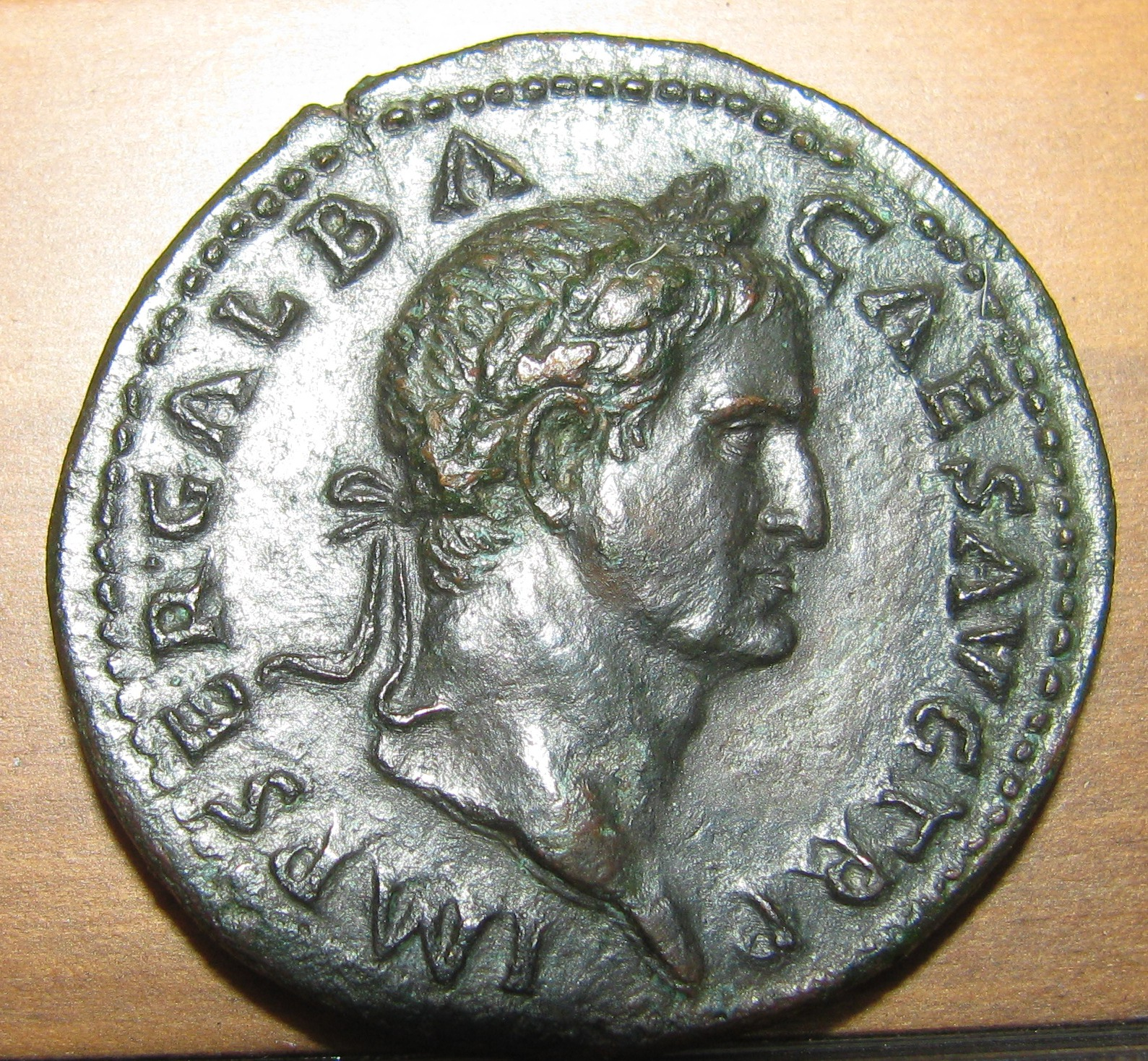
Galba imperador

Durante a sua marcha e à sua chegada à capital imperial, tomou uma reputação de avaro e ambicioso, devido às impopulares medidas que aprovou com o fim de restaurar os fundos estatais, esgotados pela generosidade de Nero e as despesas das campanhas na Armênia e Judeia. Assim, apesar de ser extraordinariamente rico, recusou pagar à Guarda Pretoriana a recompensa prometida no seu nome. Galba era velho e fraco, a sua avançada idade minguara as suas energias, deixando-o totalmente nas mãos dos seus homens de confiança. Três de eles - o senador Tito Vínio, com o que compartilhou o seu segundo consulado, o comandante pretoriano Cornélio Laco, e o seu liberto Icelo Marciano - eram conhecidos como os "três pedagogos" como consequência da influência que exerciam sobre o imperador.
A chegada de Galba a Roma foi lenta e sangrenta: foram mortos o cônsul designado Cingônio Varrão e o ex-cônsul Públio Petrônio Turpiliano; o primeiro por ter sido cúmplice de Ninfídio, o segundo por ser um dos generais de Nero. Eles foram mortos sem que ninguém soubesse, e sem direito à defesa, e o povo acreditou que eles eram inocentes.
As suas políticas, bem como a impunidade com a que permitia agir aos seus agentes, valiou-lhe o ódio do povo e o exército. O minguado intelecto do imperador inclinou-se por acreditar que esta hostilidade era devida à ausência de um herdeiro, pelo qual adotou Lúcio Calpúrnio Pisão Frúgio Liciano; isto decidiu Otão a iniciar a sua marcha sobre a capital.

## Queda
A 1 de janeiro de 69, duas legiões da Germânia Superior recusaram renovar o juramento de lealdade que os vinculava com Galba, derribaram as suas estátuas e exigiram a escolha de um novo imperador. Ao dia seguinte as legiões da Germânia Inferior nomearam imperador o seu comandante, Vitélio. Esta rebelião fez ao imperador compreender a dimensão da sua impopularidade e do descontente do povo. Por outro lado, os pretorianos eram cada vez mais nervosos ao não ver perto os seus donativa habituais.
Marco Sálvio Otão, que naquele tempo se encontrava à frente da província da Lusitânia, fora sempre um dos seus mais fiéis adeptos. Apesar disso, Otão estava indignado com Galba quando ficou a saber que não o nomeara herdeiro; esta situação impulsionou-o a iniciar contato com os descontentes membros da Guarda Pretoriana, que decidiram nomeá-lo imperador.
Galba foi assassinado no Fórum Romano na manhã de 15 de janeiro de 69, quando contava com 72 anos de idade. O seu sucessor seria assassinado poucos dias depois. Plutarco afirma que o imperador ofereceu o pescoço aos seus assassinos exclamando:
| “ | Matai-me, se disso depender o bem de Roma. | ” |

Esperando serem recompensados e ansiosos por obter o favor de Otão, cerca de 120 pessoas declararam-se autoras do crime, com cujos nomes se confeccionou uma listagem. Quando este escrito caiu nas mãos de Vitélio, este ordenou executar todos os que figuravam nela.